# Vaupés
Vaupés är ett av Colombias departement. Det ligger i sydöstra Colombia i amazonasområdet. Vaupés gränsar till departementen Guainía, Guaviare, Caquetá och Amazonas samt med landet Brasilien. Administrativ huvudort och enda större stad är Mitú.

## Administrativ indelning
Departementet är indelat i tre kommuner samt tre corregimientos departamentales, vilka är kommunliknande enheter som administreras centralt av departementets myndigheter.

### Kommuner
- Caruru
- Mitú
- Taraira

### Corregimientos departamentales
- Pacoa
- Papunaua
- Yavaraté